# Facebook Instant Articles
Instant Articles de Facebook es la nueva función de la red social disponible desde mayo o junio de 2015, donde tenemos la capacidad de leer contenido de tipo informativo sin tener que salir de los muros de la red social, un ejemplo de Instant Article sería, todo aquel contenido noticioso que leemos dentro de Facebook en manera de blog pero sin salir de él.
Todos los contenidos de consumo rápido dentro de la red social aparecen identificados con el símbolo de un rayo, superpuesto sobre la imagen destacada de la publicación (en la vista previa del artículo) en su parte superior derecha. Para conseguir hacer la experiencia de lectura mucho más dinámica cuando accedemos a los artículos a través de los móviles, Instant Articles no solo pondrá a disposición de los medios diferentes herramientas para crear contenidos interactivos, sino que también intentará fomentar su utilización dejando que moneticen a través de él.

## Características
- Acceder a las noticias de sus medios favoritos de una forma más rápida.
- Poder leer los contenidos en una interfaz amigable.
- Reduce las posibilidades de pinchar en enlaces publicitarios.
- Lograr compartir de manera más ágil.